# The Exploits of Sherlock Holmes
The Exploits of Sherlock Holmes (en català, les gestes de Sherlock Holmes) és una col·lecció de contes de dotze pastitxes de Sherlock Holmes, publicada per primera vegada el 1954. Va ser escrit per Adrian Conan Doyle, que era fill de Sir Arthur Conan Doyle (el creador de Sherlock Holmes), i per John Dickson Carr, que era el biògraf autoritzat del gran Conan Doyle. Els sis primers contes van ser escrits amb la col·laboració dels dos escriptors, mentre que els últims sis contes van ser escrits únicament per Adrian Conan Doyle.
Cada història d'aquesta col·lecció està postdatada amb una cita d'una de les històries originals de Sherlock Holmes, fent referència a un cas no documentat de Holmes que la va inspirar.

## Escriptura
El 1945, el fill de Sir Arthur Conan Doyle, Adrian Conan Doyle, va començar una col·laboració amb el biògraf del seu pare, John Dickson Carr, per publicar dotze noves gestes de Sherlock Holmes i Watson (de les quals una va aparèixer a la revista Life i les altres onze històries es van publicar a Collier's Magazine) basat en casos els quals apareixien esmentats de passada en les quatre novel·les canòniques i 56 contes originals de Sherlock Holmes, però que mai havien estat escrits per Watson (vegeu les postdates esmentades a continuació que es troben al final). de cadascuna de les dotze noves gestes).
La primera història va ser il·lustrada per Adolf Hallman a Life, i les altres històries van ser il·lustrades per Robert Fawcett a Collier's. El 1954, la col·lecció va ser publicada per Random House, Nova York, amb il·lustracions de Jerome Kuhl i una il·lustració de sobrecoberta de Jules Gotlieb. Va ser publicat el mateix any per John Murray, Londres.
La col·laboració no va ser fluida, com explica Douglas G. Greene a John Dickson Carr: The Man Who Explained Miracles. Hi ha alguns dubtes sobre qui va escriure què, tot i que de vegades l'estil altament reconeixible de Carr trenca amb la convenció de pastitxar les històries originals de Conan Doyle. En qualsevol cas, el llibre publicat l'any 1954 no va ser un gran èxit en aquell moment, excepte cert interès mostrat per part dels col·leccionistes, i aquests dos escriptors no van repetir l'experiment d'escriure més noves gestes de Sherlock Holmes.
El 1963 John Murray va publicar dos volums de butxaca que dividien les històries en The Exploits of Sherlock Holmes d'Adrian Conan Doyle i More Exploits of Sherlock Holmes d'Adrian Conan Doyle i John Dickson Carr. El primer títol conté les últimes sis històries enumerades a continuació, el segon les sis primeres. Greene suggereix que l'autoria pot ser més complexa.

## Històries
Les històries que conté la col·lecció són:
- "The Adventure of the Seven Clocks" - postdatat com "El cas de l'assassinat de Trepoff" esmentat a "Un escàndol a Bohèmia"
- "The Adventure of the Gold Hunter" - postdatat com "El cas d'enverinament de Camberwell" esmentat a "The Five Orange Pips"
- "The Adventure of the Wax Gambler" - postdatat com "El cas de l'escàndol de la ubstitució de Darlington" esmentat a "Un escàndol a Bohèmia" (no obstant això, aquesta gesta no és la que s'esmenta a la història de Doyle, sinó que és una altra que li fa referència.)
- "The Adventure of the Highgate Miracle" - postdatat com "The Tale of Mr. James Phillimore" esmentat a "The Problem of Thor Bridge"
- "The Adventure of the Black Baronet" - postdatat com l'afer de "La desafortunada madame Montpensier" esmentat a "El gos dels Baskerville"
- "The Adventure of the Sealed Room" - postdatat com el cas de "La bogeria del coronel Warburton" esmentat a "L'aventura del polze de l'enginyer"
- "The Adventure of Foulkes Rath" - postdatat com el relat de "La tragèdia Addleton" esmentat a "L'aventura del Pince-Nez d'or"
- " The Adventure of the Abbas Ruby " - postdatat com l'afer de "The Famous Card Scandal of the Nonpareil Club" esmentat a "The Hound of the Baskervilles"
- "The Adventure of the Dark Angels" - postdatat com "El cas dels Ferrers" esmentat a "L'aventura de l'escola prioral"
- "The Adventure of the Two Women" - postdatat com "L'escàndol del xantatge" esmentat a "El gos dels Baskerville"
- " The Adventure of the Deptford Horror " - postdatat com dos casos "La mort sobtada del cardenal Tosca" i "Wilson, el famós entrenador de canaris" esmentats a "L'aventura de Black Peter"
- "The Adventure of the Red Widow" - postdatat com "El negoci del castell d'Arnsworth" esmentat a "Un escàndol a Bohèmia"